# 小米太亞德

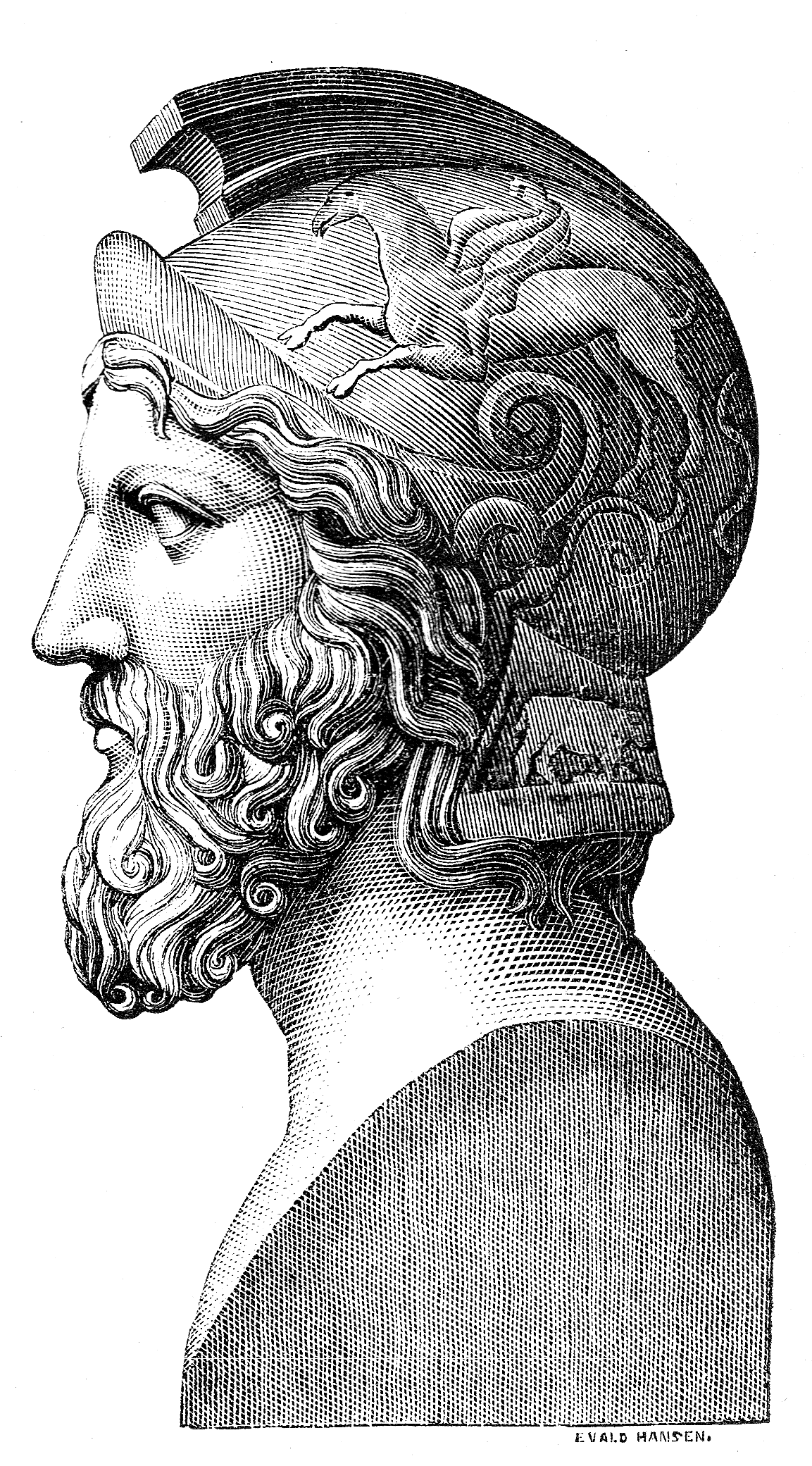
小米太亞德

米太亞德（Miltiades，前550年—前489年），又稱小米太亞德、米太亞德四世（Miltiades IV），古代雅典人。在西元前516年，他在攻下位於色雷斯切索尼斯（Thracian chersonese）的希臘殖民地之後，成為此地的僭主。他曾領導希臘人贏得馬拉松戰役，擊退大流士一世的軍隊。
於馬拉松戰役擊敗波斯人後，米太亞德被控「叛國罪」并被囚禁。隨後因無法支付贖金而死於前489年。他的兒子客蒙，曾任雅典十將軍，創立了提洛同盟，是雅典城邦中極重要的政治人物。

## 生平
其父客蒙·科歐安勒莫斯（Cimon Coalemos），為奧林匹克運動會戰車比賽冠軍。為老米太亞德（Miltiades the Elder）的外甥。他的妻子艾格西比（Hegesipyle），是色雷斯國王歐若魯斯（Olorus）的女兒。